# Knock Knock (1940)
Knock Knock é um filme de curta-metragem de animação estadunidense, sendo o 5º da série Andy Panda. Este desenho é marcado pela primeira aparição do mais famoso personagem criado por Walter Lantz: o Pica-Pau. Foi produzido por Walter Lantz Productions, distribuído pela Universal Pictures e estreou nos cinemas dos Estados Unidos em 25 de novembro de 1940.

## História
Andy Panda e seu pai, o Papai Panda, estão sossegados e tranquilos em casa, até que são perturbados pelo Pica-Pau, que está picando e fazendo buracos no telhado da casa deles, perturbando os dois pandas, aparentemente só para se divertir. Papai Panda tenta capturar o pássaro, mas todas as suas tentativas fracassam. Após vários fracassos de seu pai, Andy Panda tenta capturar o Pica-Pau colocando sal no rabo dele, para comprovar se isso é realmente possível. Para a surpresa do Pica-Pau, Andy Panda consegue capturá-lo com o sal, e este começa a desesperar-se, gritando e pedindo socorro. Neste momento, aparecem dois pica-paus vestidos de enfermeiros, dizendo ao Papai Panda que aquele pica-pau que estava perturbando eles é louco, e que havia fugido do hospício. Porém, para a surpresa de Papai Panda, os dois pica-paus que trabalham no hospício também são birutas, finalizando o desenho com um dos pica-paus batendo na cabeça de Papai Panda com uma maleta.